# Ізоляція (телесеріал)
«Ізоляція» (англ. Containment) —американський телевізійний серіал, створений Джулі Плек, який вийшов на The CW в 2016 році. У центрі сюжету знаходиться спалах таємничої та смертельної епідемії в Атланті, через яку частина міста закривається на карантин, тоді як місцеві та федеральні чиновники відчайдушно шукають ліки під час паніки населення. Це перший проект The CW, у якому центральні персонажі є афро-американцями. Прем'єра серіалу відбулася 19 квітня 2016.
13 травня 2016 року CW оголосив, що серіал не буде продовжений на другий сезон..

## Актори та персонажи

### Основний склад
- Девід Гясі  - майор Алекс (Лекс) Карнахан.
- Крістіна Моузес - Джейна, дівчина Лекса.
- Кріс Вуд  - офіцер Джейк Райлі, друг Лекса.
- Крістен Гутоскі  - Кеті Френк.
- Клаудія Блек  - доктор Сабіна Ломмерс.
- Джордж Янг - Доктор Віктор Коннертс.
- Ханна Манган–Лоуренс  - Тереза, вагітна дівчина Ксандера.
- Тревор Сент Джон  - Лео Грін, репортер.

### Другорядний склад
- Захарі Унгер - Квентін Френк, син Кеті.
- Надін Левінгтон - Сьюзі, подруга Джейни.
- Деметріус Бріджес — Ксандер Полсон, хлопець Терези.
- Даніел Т. Хенслі мол. - Томас, хлопчик із стійкістю до вірусу.
- Шон Парсонс - Сем, голова техобслуговування та підтримки.
- Йоханс Майлс - Денніс, хлопець Сьюзі.
- Чарльз Блек - Берт, дідусь Терези.
- Сандра Елліс Лефферті - Мішелін, бабуся Терези.
- Грегорі Алан Вільямс  - начальник поліції Бессер.
- Джиммі Гонсалес - офіцер Міз.
- Реймонд Скотт Паркс - офіцер Уолден.
- Майкл Шеннон Дженкінс — Трей бандит, що захопили продукти в зоні карантину.
- Джонні Віншер — Тоні, колега Джейни.
- Тіффані Морган - Ліен, мати Терези.
- Майлс Долік - Капітан Скотт
- Том Госсом мол. - Рой Карнахан, батько Лекса.

## Виробництво

### Розробка
2 лютого 2015 року канал The CW замовив зйомки пілотного епізоду, написаного Джулі Плек , для сезону 2015-16 років. Проект заснований на ідеї бельгійської драми Карла Йоса..
7 травня 2015 року канал затвердив пілот та замовив зйомки першого сезону.

### Кастинг
Кастинг на основні ролі стартував у лютому 2015 року. 24 лютого було оголошено, що Девід Гясі та Крістіна Моусес гратимуть центральні ролі майора поліції Лекса Карнахана та його подруги Джени, замкненої в зоні карантину. Це вперше, коли у серіалі The CW обидві головні ролі відведено афро-американцям. Також до пілоту приєдналися Кріс Вуд і Крістен Гутоски в ролях кращого друга Лекса та вчительки та матері-одиначки, відповідно. 3 березня було оголошено, що Клаудію Блек було запрошено на роль доктора, яка відповідає за карантин як перед департаментом охорони здоров'я, так і перед урядом.  4 березня Ханна Манган-Лоренс отримала роль вагітного підлітка.. 10 березня до пілоту приєдналися Джордж Янг та Тревор Сент Джон у ролях доктора та журналіста, відповідно..

### Зйомки
Зйомки пілотного епізоду серіалу проходили в лютому та березні 2015 року в Атланті , штат Джорджія. Кілька місцевих жителів були задіяні як в різних сценах. У жовтні 2015 року серіал почав основні зйомки в районі Атланти.